# Atomaria atra
Atomaria atra är en skalbaggsart som först beskrevs av Herbst 1793.  Atomaria atra ingår i släktet Atomaria, och familjen fuktbaggar. Enligt den finländska rödlistan är arten nära hotad i Finland. Arten är reproducerande i Sverige. Artens livsmiljö är strandängar vid Östersjön.